# Пепен, Эрнест
Эрнест Пепен (фр. Ernest Pépin, 25 сентября 1950, Ламантен, Гваделупа) — французский писатель вест-индского происхождения, политический деятель.

## Биография
Был преподавателем, литературным критиком, журналистом в печати и на телевидении, консультантом ЮНЕСКО. Член, а затем заместитель директора кабинета Генеральной ассамблеи Гваделупы (1985—1995), руководитель отдела культуры Ассамблеи (с 2001).

## Творчество
Дебютировал книгой стихов Изнанка молчания (1984), но широкое признание получил как романист уже после первого романа Человек с палкой (1992). Автор ряда рассказов и нескольких книг для детей.

## Произведения

### Стихи
- Au verso du silence, Paris, L’Harmattan, 1984
- Salve et salive, La Habana, Casa de las Américas, 1991 (на франц. и исп. языках)
- Boucans de mots libres / Remolino de palabras libres, La Habana, Casa de las Américas, 1991 (на франц. и исп. языках, премия Casa de las Américas)
- Babil du songer, Kourou, Ibis Rouge, 1997
- Africa-Solo, Ivry-sur-Seine, Éditions A3, 2001
- Hurricane, cris d’insulaires, Ed. Desnel, 2005 (с коллективом авторов)
- Dit de la roche gravée, Montréal, Mémoire d’encrier, 2008
- Pour Haïti, Ed.Desnel, 2010 (с коллективом авторов)

### Романы
- Человек с палкой/ L’Homme-au-bâton, Paris, Gallimard, 1992 (Литературная премия Карибских островов)
- Тамбур-Вавилон/ Tambour-Babel, Paris, Gallimard, 1996
- Танго ненависти/ Le Tango de la haine, Paris, Gallimard, 1999 (номинация на Гонкуровскую премию и премию Ренодо)
- Cantique des tourterelles, Paris, Écriture, 2004
- L’envers du décor, Du Rocher/ Le serpent à Plumes, 2006
- Toxic Island, Desnel, 2010
- Le Soleil pleurait, Vents d’Ailleurs, 2011
- Красная гавань/ La Darse rouge, Caraïbeditions, 2011 (детективный роман)

## Публикации на русском языке
- Танго ненависти. М.: Мир книги, 2007

## Признание
Книжная премия телевидения Заморских владений Франции (1997). Кавалер орденов Искусств и литературы, «За заслуги» и Почётного легиона.